# Joseph Magliocco
Joseph Magliocco (nacido como Giuseppe Magliocco; pronunciación en italiano: /dʒuˈzɛppe maʎˈʎɔkko/; 29 de junio de 1898 – 28 de diciembre de 1963), también conocido como "Joe Malayak" y "Joe Evil Eye", fue un mafioso neoyorquino nacido en Italia y jefe de la familia criminal Profaci (que luego sería conocida como la familia criminal Colombo) entre 1962 y 1963. En 1963, Magliocco participó de un audaz intento de matar a otros jefes criminales y tomar control de la Comisión. El intentó falló y, mientras se le perdonó la vida, fue obligado a retirarse. Poco después murió de un ataque al corazón el 28 de diciembre de 1963.

## Antecedentes
Magliocco nació en Portella di Mare, una frazione de la comuna de Misilmeri, en la provincia de Palermo, en Sicilia. El apodo de Magliocco, "Joe Malayak," viene de la palabra Maluk, que significa "gobernante". A pesar de pesar más de 136 kilos, Magliocco era descrito como muy energético y decisivo en su trabajo y gestos físicos, alguien que exudaba peligro y confianza.
Magliocco vivió en una propiedad con frente al río de dos hectáreas y media en East Islip, Nueva York. Fue el socio silencioso en una compañía de licores, Alpine Wine and Liquor, una compañía de ropa blanca, Arrow Linen Supply. En 1963, se sospechaba que Magliocco estaba urilizando su influencia para forzar a los bares y restaurantes para que compren de ambas compañías. Según Joseph Bonanno, Magliocco fue un excelente cocinero italiano y le gustaba comer.
El hijo de Magliocco, Ambrose Magliocco, fue un capo. El segundo primo de Magliocco y cuñado del jefe mafioso Joseph Profaci, fundador de la familia criminal Profaci. Magliocco era pariente del consigliere y subjefe Salvatore Mussachio, emparentado con el jefe de la familia criminal de Búfalo Stefano Magaddino, y tío de la esposa del fundador de la familia criminal Bonanno Joseph Bonanno.

## Primeros años
De joven, Magliocco se vio involucrado en apuestas ilegales y extorsión de sindicatos.
El 5 de diciembre de 1928, Magliocco y Profaci asistieron a una reunión de mafiosos neoyorquinos en el Statler Hotel en Cleveland, Ohio. El principal tópico era dividir el territorio de Brooklyn del jefe recientemente asesinado Salvatore D'Aquila sin causar una guerra de pandillas. Para el fin de la reunión, Profaci recibió una participación de ese territorio, y nombró a Magliocco como su segundo en comando, un lugar que mantendría por los siguientes 34 años. Cuando la policía de Cleveland hizo una redada en la reunión, Magliocco estuvo brevemente detenido por un cargo de armas ilegales.
En 1931, la guerra de los Castellammarenses empezó en Nueva York entre dos poderosas pandillas ítalo-estadounidenses. Tanto Profaci como Magliocco intentaron permanecer neutral durante este conflicto. Para fines de 1931, la guerra terminó y las pandillas neoyorquinas estaban divididas en cinco familias criminales supervisadas por la Comisión. Profaci y Magliocco fueron confirmados como jefe y subjefe, respectivamente, de lo que entonces fue conocido como la familia criminal Profaci.

## Guerra de los Colombo
En 1957, Magliocco fue arrestado con otros 60 mafiosos que estaban asistiendo a la Conferencia de Apalachin, una reunión nacional de la mafia en Apalachin, Nueva York. El 13 de enero de 1960, Magliocco y 21 otros fueron acusados de conspiración y él fue sentenciado a cinco años en prisión. Sin embargo, el 28 de noviembre de 1960, una corte de apelaciones de los Estados Unidos revocaron los veredictos.
El 27 de febrero de 1961, los Gallo liderados por Joe Gallo, secuestraron cuatro de los principales hombres de Profaci: el subjefe Magliocco, Frank Profaci (el hermano de Joe Profaci), el capo Salvatore Musacchia y el soldado John Scimone. Profaci evitó ser capturado y huyó a Florida. Mientras mantenían a los rehenes, Larry y Albert Gallo enviaron a Joe Gallo a California. Los Gallo exigían un esquema financiero más favorable para liberar a los rehenes. Gallo quería matar un rehén y exigir $100,000 antes de las negociaciones, pero su hermano Larry le dio la contra. Luego de unas pocas semanas de negociación, Profaci llegó a un acuerdo con los Gallo. El consigliere de Profaci Charles "the Sidge" LoCicero negoció con ellos y todos los rehenes fueron liberados pacíficamente. Sin embargo, Profaci no tenía intenciones de cumplir el acuerdo. El 20 de agosto de 1961, Joseph Profaci ordenó el asesinato de los miembros de los Gallo Joseph "Joe Jelly" Gioielli y Larry Gallo. Pistoleros supuestamente asesinaron a Gioilli luego de invitarlo a ir a pescar. Larry Gallo sobrevivió un intento de estrangulación en el Sahara club de East Flatbush por parte de Carmine Persico y Salvatore "Sally" D'Ambrosio luego de que un oficial de policía interviniera. The Gallo brothers had been previously aligned with Persico against Profaci and his loyalists; Los Gallo entonces empezaron a llamar a Persico "The Snake" (en español: "La serpiente") ya que los había traicionado. La guerra continuó y dejó nueve muertes y tres desapariciones. Con el inicio de la guerra de pandillas, la pandilla Gallo se recluyó en su escondite llamado "the Dormitory".

## Jefe de la familia
El 6 de junio de 1962, Profaci murió de cáncer hepático y Magliocco se convirtió en el jefe de la familia. Sin embargo, La Comisión de la Mafia no lo apoyó como nuevo líder de la familia.
Temeroso de que las otras familias lo vieran como débil, Magliocco incremento su violencia contra la facción de los Gallo. A su turno, coches bomba, tiroteos desde vehículos en movimiento, y otros intentos de asesinato fueron hechos en contra de los hombres de Magliocco como Carmine Persico y su rufián, Hugh McIntosh. En 1963, con el apresamiento de Gallo y varios asociados, las hostilidades terminaron temporalmente.

## Plan contra la Comisión
En 1963, Joseph Bonanno, el jefe de la familia criminal Bonanno, hizo planes para asesinar varios rivales de la Comisión de la Mafia—los jefes Tommy Lucchese, Carlo Gambino, y Stefano Magaddino, así como Frank DeSimone. Bonanno buscó el apoyo de Magliocco y él aceptó rápidamente. No solamente estaba resentido porque se le había negado un asiento en la Comisión, sino que Bonanno y Profaci habían sido aliados cercanos por más de 30 años antes de la muerte de Profaci. La audaz meta de Bonanno era tomar control de la Comisión y hacer a Magliocco su mano derecha.
A Magliocco se le asignó la tarea de matar a Lucchese y a Gambino y él dio el encargo a uno de sus principales sicarios, Joseph Colombo. Sin embargo, el oportunista Colombo reveló el plan a sus supuestas víctimas. Los otros jefes rápidamente se dieron cuenta de que Magliocco no podía haber planeado todo sólo. Recordando lo cercano que era Bonanno de Magliocco (y con Profaci, antes de él), así como sus lazos cercanos por matrimonios, los otros jefes concluyeron que Bonanno era la mente detrás del plan.
La Comisión citó a Bonanno y a Magliocco para que dieran explicaciones. Temiendo por su vida, Bonanno huyó a esconderse a Montreal, dejando a Magliocco para que se enfrente a la Comisión. Temeroso y enfermo, Magliocco confesó su rol en el plan. La Comisión le perdonó la vida pero le obligó a retirarse como jefe de la familia Profaci y pagar una multa de $50,000.  Como recompensa por entregar a su jefe, Colombo recibió el liderazgo de la familia Profaci.

## Muerte
El 28 de diciembre de 1963, Joseph Magliocco murió de un ataque cardiaco en el Good Samaritan Hospital Medical Center en West Islip, Nueva York.  Magliocco esta enterrado en el Saint Charles Cemetery en Farmingdale, Nueva York.
En 1969, las autoridades exhumaron el cadáver de Magliocco para determinar si había sido envenenado. Esta acción se tomó basada en grabaciones del FBI en las que el jefe de la familia criminal DeCavalcante Sam DeCavalcante sugirió que Joseph Bonanno envenenó a Magliocco. Sin embargo, no se encontraron rastros de veneno en el cuerpo y fue enterrado nuevamente en Saint Charles.

## En la cultura popular
Magliocco fue interpretado por Michael Rispoli en la segunda temporada de la serie de televisión Godfather of Harlem.